# Otkrytije Ariena
Otkrytije Ariena (ros. Открытие Арена, także Spartak Ariena) – stadion piłkarski w Moskwie, w dzielnicy Tuszyno. Budowa stadionu została sfinansowana przez rosyjskiego biznesmena Leonida Fieduna, wiceprezesa przedsiębiorstwa Łukoil oraz głównego akcjonariusza klubu piłkarskiego Spartak Moskwa.

## Projekt i budowa
Budowa obiektu rozpoczęła się w październiku 2010 roku (palowanie), a jego otwarcie miało miejsce 5 września 2014 roku, jego docelowa pojemność ma wynosi około 44 000 miejsc. Planowany koszt stadionu oceniany był początkowo na 340 milionów dolarów, jednak w lutym 2013 roku prezes klubu potwierdził w wywiadzie że kwota ta może wzrosnąć nawet do 500 mln dolarów. W chwili ukończenia, stadion spełniał wymogi dla czwartej kategorii w kategoryzacji stadionów przez UEFA. Był on także jedną z aren piłkarskich w czasie rozgrywek Mistrzostw Świata w Piłce Nożnej w 2018 roku.
Projekt konstrukcji stadionu, wraz z przyległą halą widowisko–sportową na 12 tys. miejsc został opracowany przez amerykański koncern inżynieryjny AECOM Technology Corporation, natomiast fasadę stadionu w barwach klubowych operatora opracowała firma Dexter Moren Associates. Cały kompleks sportowy obejmuje stadion, halę wielofunkcyjną, ośrodki treningowe, oraz inną infrastrukturę sportową.

### Chronologia robót budowlanych[7]

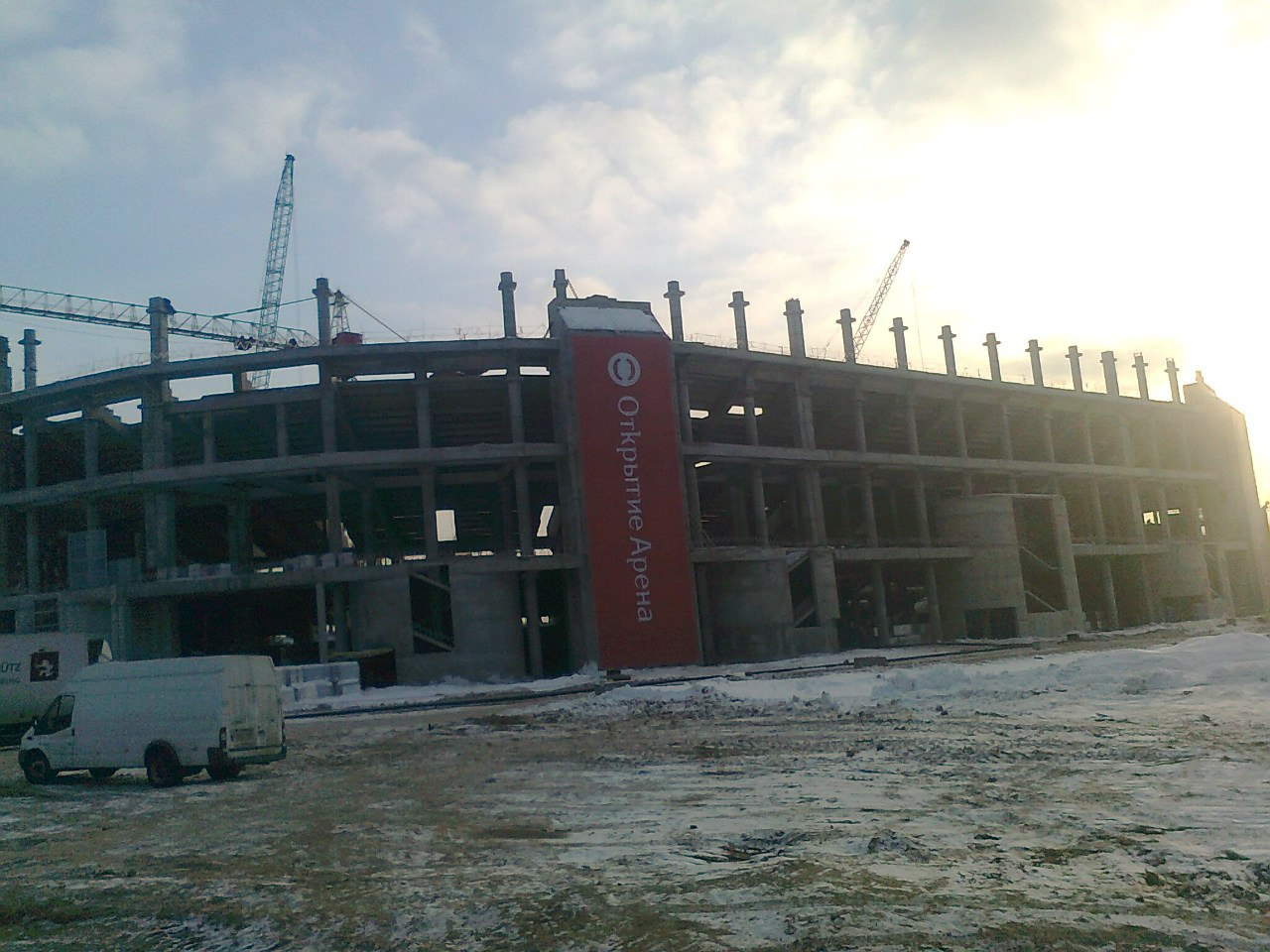
Budowa stadionu w lutym 2013 roku.

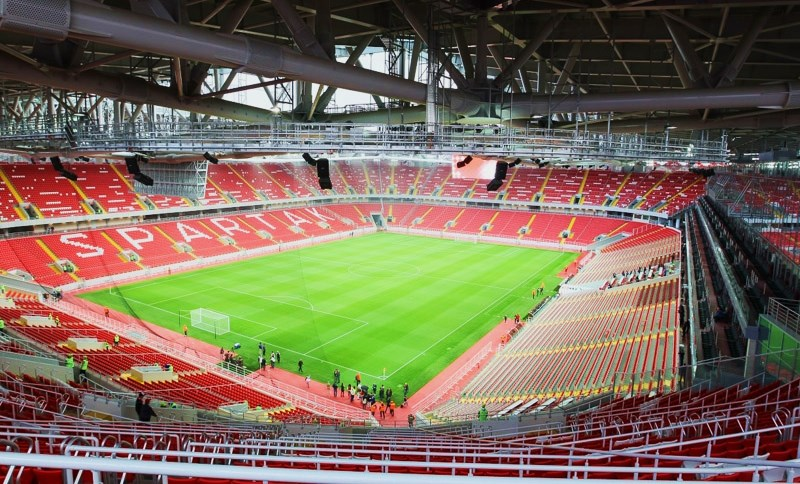
Wnętrze stadionu w sierpniu 2014 roku.

- Czerwiec – październik 2010 – prace przygotowawcze.
- Październik 2010 – kwiecień 2011 – wiercenia i palowanie.
- Kwiecień – wrzesień 2011 – zbrojenie i betonowanie poziomu zerowego stadionu.
- Wrzesień – grudzień 2011 – zakończenie betonowania poziomu zerowego stadionu.
- Styczeń – marzec 2012 – rozpoczęcie prac monolitycznych parteru stadionu.
- Kwiecień 2012 – zakończenie prac nad budową i betonowanie powierzchni bazowych.
- Maj – sierpień 2012 – prace zbrojeniowe obejmujące drugą i trzecią kondygnację. Montaż stopnic prefabrykowanych
- Listopad – grudzień 2012 – zakończenie prac monolitycznych trybun trzech trybun.
- Styczeń 2013 – początek prac wykończeniowych w północnej części stadionu.
- Marzec - kwieceń 2013 – ukończenie wszystkich monolitycznych robót, oraz instalacja tymczasowych podpór konstrukcji dachowej.
- Maj 2013 - początek montażu dachu kratownicowego.
- Czerwiec - wrzesień 2013 - wykończanie wnętrz stadionu
- Październik 2013 - zakończenie montażu dachu kratownicowego
- Styczeń - luty 2014 - rozpoczęcie ostatecznych prac wykończeniowych
- Marzec - maj 2014 - instalacja ekranów wizyjnych na południowej i północnej elewacji zewnętrznej stadionu
- Czerwiec 2014 - początek montażu kolorystycznej elewacji stadionu.
- Sierpień 2014 - Ukończenie budowy.
- 5 wrzesień 2014 - Otwarcie stadionu.

## Położenie i komunikacja
Obiekt sportowy położony jest na terenie moskiewskiej dzielnicy Tuszyno, przy Autostradzie Wołokołamskiej, będącej odgałęzieniem jednej z głównych arterii miasta prospektu Leningradzkiego, około 15 kilometrów od centrum miasta. Pod terenem lotniska Tuszyno w sąsiedztwie ze stadionem, przebiega linia Tagańsko-Krasnopriesnieńska, należąca do moskiewskiego metra z będącą w budowie stacją Spartak. W skład kompleksu sportowego wchodzi również wielopoziomowe parkingi dla około 7500 pojazdów.

## Nazwa
W dniu 19 lutego 2013 roku, zarząd klubu ogłosił podpisanie umowy z rosyjskim bankiem uniwersalnym Otkrytije, który stał się sponsorem tytularnym klubu. Od tego dnia stadionowi nadano nazwę Otkrytije Ariena (Открытие Арена), umowa podpisana na 6 lat, przyniesie klubowi dodatkowe dochody w kwocie około 40 mln $.

## Wydarzenia
Od chwili otwarcia obiekt sportowy był miejscem rozgrywania meczu eliminacyjnego Mistrzostwa Europy w Piłce Nożnej w 2016, rozegranego pomiędzy reprezentacjami Rosji i Mołdawii, zakończony wynikiem 1:1.
Stadion ma służyć również jako miejsce przeprowadzania koncertów, 15 czerwca 2015 roku, na stadionie ma wystąpić brytyjska grupa muzyczna Muse w ramach festiwalu „Park Live Festival”.

## Wypadki
W dniu 3 października 2012 roku, na budowie zginął 48–letni pracownik budowlany, podczas wykonywania prac wysokościowych.